# Aleksandr Prochorov
Aleksandr Michajlovitj Prochorov (Александр Михайлович Прохоров), född 11 juli 1916 i Atherton, Queensland, Australien, död 8 januari 2002 i Moskva, var en sovjetisk fysiker. Tillsammans med Charles H. Townes och Nikolaj G. Basov tilldelades han 1964 Nobelpriset i fysik "för grundläggande arbeten inom kvantelektroniken, som lett till framställning av oscillatorer och förstärkare enligt maser-laserprincipen".

## Utmärkelser
- Asteroiden 7269 Alprokhorov[1]

[Redigera Wikidata]